# Tiszajenő
Tiszajenő è un comune dell'Ungheria di 1.577 abitanti (dati 2016). È situato nella contea di Jász-Nagykun-Szolnok.